# Stenopelmus rufinasus
Espèce
Stenopelmus rufinasus est une espèce d’insectes, un petit charançon de la famille des Curculionidae qui fait partie de l'ordre des coléoptères.

## Présentation
Ce petit coléoptère phytophage est originaire d'Amérique. Mais il a été volontairement introduit en Afrique du sud et en Europe comme moyen de lutte biologique pour lutter contre les pullulations d’Azolla filliculoides, une petite fougère flottante, introduite à partir de l’Amérique et devenue localement très invasive.

## Répartition, habitat
Originaire de l'Amérique, il semble vivre et se nourrir que dans les zones humides ouvertes, sur les frondes de fougères aquatiques du genre Azolla et notamment d’Azolla filliculoides ou A. pinnata subsp. poss. asiatica (L'émergence des adultes est plus faible quand il vit sur d'autres espèces d'azollas (ex : A. nilotica subsp et A. pinnata africana) ; 

Ni la larve ni l’adulte ne peuvent rester longtemps immergés ; il ne s’agit donc pas d’un coléoptère aquatique. On le dit semi-aquatique étant donné sa dépendance aux zones humides et à l'eau. 

## Acteur de la lutte biologique contre certaines azollas localement invasives
En Afrique du sud, il a été testé comme moyen de lutte biologique. 

On a préalablement vérifié qu'il ne s'attaquerait pas à 31 espèces de plantes choisies dans 19 familles. Lors de cette expérience et les larves, comme les adultes ne se sont alimentées que sur l’Azolla . 

Certains auteurs estiment que  A. pinnata subsp. poss. asiatica (espèce qu'il peut attaquer) a une valeur faible en termes de biologie de la conservation, et que les dommages qu’elle pourrait subir à cause du charançon seraient un compromis acceptable au regard des capacités de S. rufinasus à fortement  freiner et limiter l’expansion de A. filiculoides.

## Reproduction et cycle de vie
En laboratoire, un adulte vit environ 55 jours. 
Durant ce temps, à partir des œufs pondus par chaque femelle, émergeront en moyenne 325 jeunes charançons. 
La femelle fécondée pond ses œufs les uns après les autres, aux sommets des frondes d’Azolla. 
La larve une fois éclose s’enfonce dans un premier temps dans la fronde et la mine de l’intérieur.
Elle se nourrit ensuite à la surface des fougères. Au dernier stade, une fois mature, la larve produit et fixe sur la feuille d’Azolla un cocon. Ce cocon est produit avec une soie produite  par une glande anale.   
En été, le cycle de vie est plus ou moins rapide selon la température ambiante. La succession des stades immatures ( œuf → 3 stades stades larvaires + nymphose) dure  environ 18 à 20 jours jours à une température ambiante moyenne de 24,7 °C, mais seulement 11 jours à une température  constante de 32,2 °C. 
En laboratoire, la mortalité des larves peut être élevée à cette température, notamment attribuable à des attaques fongiques (par Beauveria bassiana dans les cultures fermées et humides).
Quatre à 6 générations par an semblent plausibles sous des climats de type californien.